# Coronae Montes
Coronae Montes es una cordillera del planeta Marte, situada en torno a las coordenadas 34.3º S 86.1º E, en el cuadrángulo de Hellas. Tiene unos 236 km de diámetro.
Fue identificado por primera vez a partir del contraste de brillo/oscuridad de las señales de albedo fotografiadas por Eugène Antoniadi y recibió su nombre según la nomenclatura planetaria estándar para los accidentes geográficos de Marte.